# Obere Burg (Heidelberg)
Die Obere Burg, auch Alte Burg oder Burg zu Berge genannt, ist eine abgegangene Höhenburg am Nordwesthang des Königstuhls über dem Heidelberger Schloss. Die nicht mehr existente Anlage an der heutigen Klingenteichstraße bestand wie das Heidelberger Schloss bereits im Mittelalter. Sie wurde nachweislich am 25. April 1537 durch einen Blitzeinschlag mit einhergehender Explosion durch eingelagerte Schwarzpulvervorräte weitgehend zerstört. Grundfläche und Grundmauern der ehemaligen Höhenburg sind heute im Wesentlichen durch die Molkenkur überbaut.

## Geschichte
Urkundliche Hinweise auf eine Höhenburg in Heidelberg existieren ab dem Jahr 1225. Ab 1303 spricht man dann erstmals von zwei Burganlagen. Beide Burgen wurden nach ihrer topografischen Lage unterschieden, wobei die Burg an der heutigen Molkenkur als Obere Burg bezeichnet wurde, da sie deutlich höher liegt als die Anlage des heutigen Heidelberger Schlosses auf dem Jettenbühl. Welche Anlage die Ältere ist, lässt sich nicht genau sagen. Gefundene Gebäudeteile am Heidelberger Schloss legen auch dort eine Datierung für das 13. Jahrhundert nahe.
Jüngste Befunde legen den Schluss nahe, dass die Obere Burg die einst bedeutendere war und sich ihr zugehöriger Burgweiler im Umfeld der Peterskirche befand. Bedeutungsniedergang der Oberen Burg waren starke bauliche Veränderungen im Bereich der Peterskirchensiedlung sowie die Stadtgründung Heidelbergs mit ummauerter Stadt im Bereich des heutigen Altstadtkerns. Sie fallen mit dem Aufschwung des heutigen Schlosses zusammen. Gleichwohl gibt es aber auch Hinweise, dass die Siedlung bei der Peterskirche sogar älter als die Obere Burg gewesen sein und in keiner Beziehung zu dieser gestanden haben könnte. Die Obere Burg und die außerhalb der mittelalterlichen Stadtmauern gelegene Peterskirche waren im späten Mittelalter dennoch beide schon Relikte aus der Zeit vor der Stadtgründung.
Bei der pfälzischen Landesteilung 1338 wurde mittels der Formulierung „Haydelberg burg und stat und die ober burg“ ein näherer Bezug des heutigen Schlosses zur Stadt hergestellt. Ab Mitte des 14. Jahrhunderts war das heutige Schloss dann offizielle Residenz der Kurpfalz, während die Obere Burg in den späteren Urkunden nur noch selten erwähnt wird. Es liegt die Vermutung nahe, dass sie nur noch als Verteidigungsanlage fungierte. 1515 erging ein Verbot, sich im näheren Umkreis aufzuhalten. Das Aufenthaltsverbot könnte im Zusammenhang mit der Aufbewahrung von Explosivstoffen gestanden haben.

Gemälde von Heinrich Hoffmann (1859–1933) nach einer Zeichnung von 1537
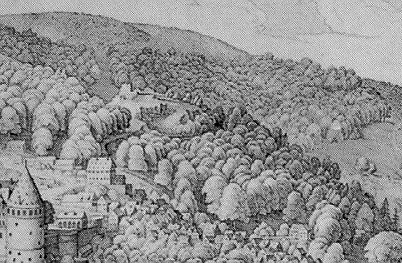
Der Merian-Stich von 1620 zeigt noch Mauerreste der Oberen Burg
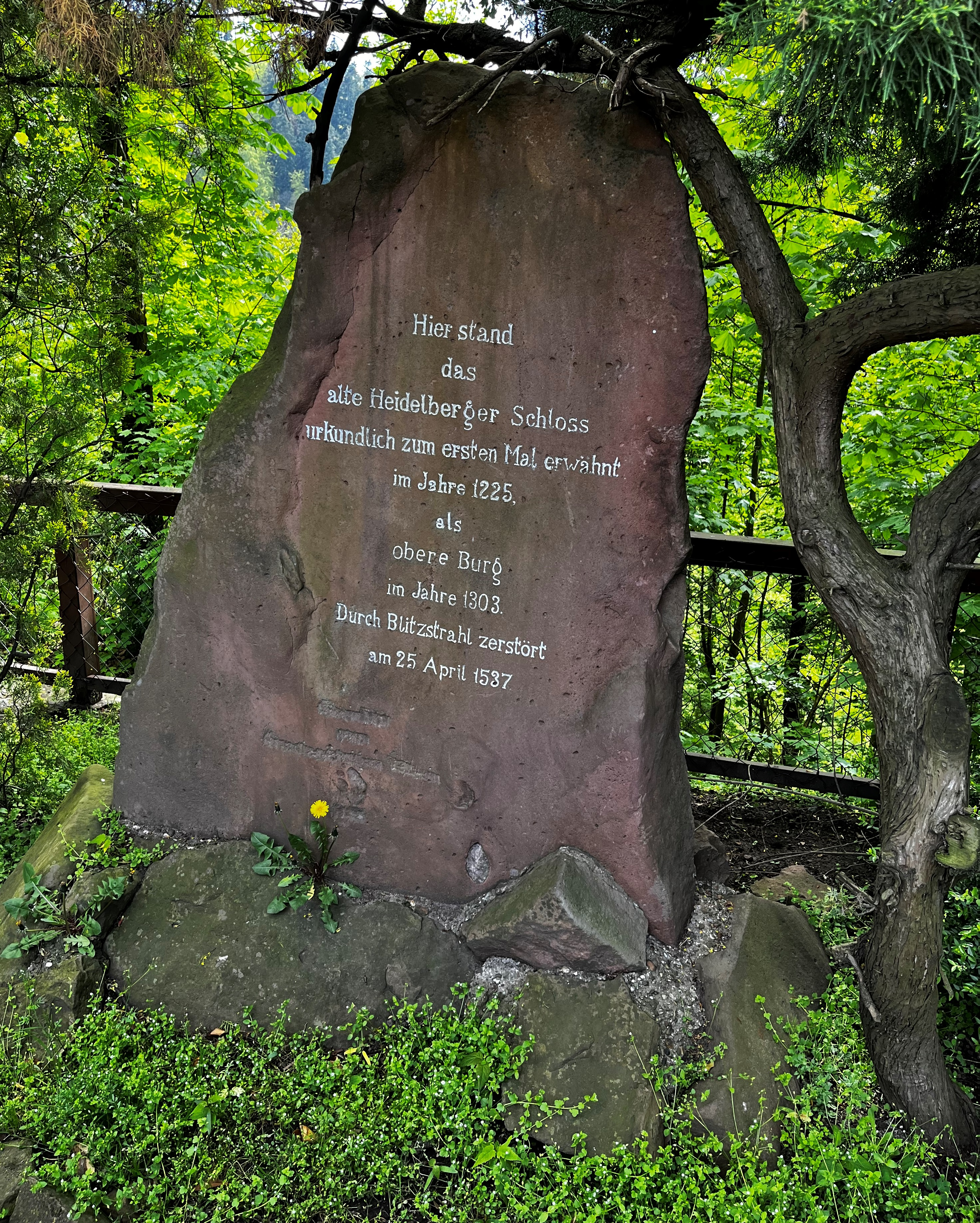
Gedenkstein am ehem. Standort der Oberen Burg
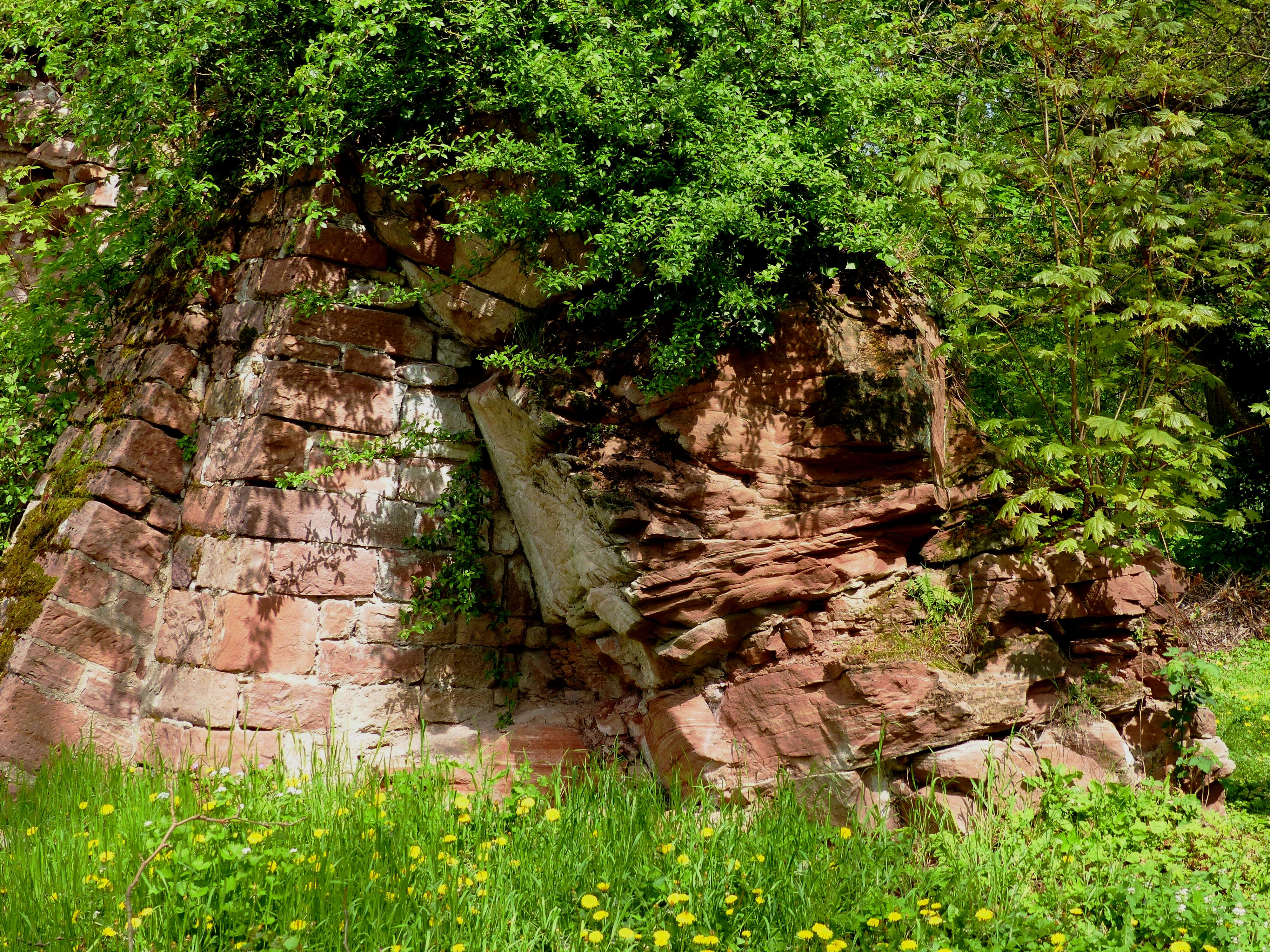
Mauerreste am heutigen Molkenkur-Parkplatz

Die Obere Burg wird 1485 auf der ältesten bekannten Ansicht Heidelbergs auf einem Holzschnitt aus der Werkstatt von Johann Prüss und 1526/27 auf einer spiegelverkehrten Ansicht von Sebastian Münster als markanter Bestandteil des Stadtbildes oberhalb der Residenzburg angedeutet. Eine genauere Vorstellung vom Aussehen der Burg liefert eine Zeichnung im Bestand des Kurpfälzischen Museums, die man der Hand des Pfalzgrafen Ottheinrich von 1537 zuschreibt und die die Vorlage für viele spätere Darstellungen, u. a. von Heinrich Hoffmann und Theodor Verhas, bot.
Ein Blitzschlag mit Brandfolge löste am Nachmittag des 25. April 1537 eine gewaltige Explosion im Magazin der Oberen Burg aus, in dem sich nach archivalischen Quellen ca. 200 Fässer Schwarzpulver befunden haben sollen. Die Geschehnisse sind durch einen Brief eines Augenzeugen des pfälzischen Humanisten Jakob Micyllus überliefert. Er berichtet von der weitgehenden Zerstörung der gesamten Anlage innerhalb weniger Augenblicke. Durch die Sprengstoffexplosion wurden Mauerreste in weitem Umkreis durch die Luft geschleudert. Es gab viele Verletzte und mehrere Tote.
Das von der Burg übrig gebliebene Gesteinsmaterial hat man rasch für die umfangreichen Bauvorhaben Ludwigs V. verwendet, denn sie war bald größtenteils abgetragen. Schon in Sebastian Münsters Cosmographia von 1550 sind nur noch wenige Grundmauern der Burg dargestellt. 1617 erwähnte ein englischer Reisender die Ruine in seinem Reisetagebuch. Auch Matthäus Merian zeigt in seinem Stadtpanorama Heidelbergs von 1620 noch Mauerreste der Oberen Burg und erwähnt in der Bildlegende ihre Zerstörung durch eine Explosion.
Während der Belagerung Heidelbergs durch kaiserliche Truppen unter Tilly 1622 wurde der Bereich an der Molkenkur aus Trümmerteilen der Burg wieder mit einer Schanzenanlage befestigt und sollte erneut die Flanke des Schlosses schützen. Durch diese Bauarbeiten und die monatelangen Angriffe der Kaiserlichen gingen die meisten baulichen Reste der Burg verloren. Die Burgschanze wurde 1693 geschleift.
1805 beschrieb Friedrich Peter Wundt in seiner ersten topographischen Beschreibung Heidelbergs über den Burgstall, „daß man kaum glauben sollte, dass irgend ein Haus, viel weniger ein Schloß darauf gestanden“ habe. Als 1851 Albrecht Wagner das Gelände erwarb und mit dem Bau der heutigen Molkenkur begann, hat er das Gelände für seine Zwecke planieren lassen, wodurch weitere bauliche Überreste der Burg verloren gingen. Auf Charles de Graimbergs Ansicht der Molkenanstalt von 1860 (nach Vorlage von 1856) sind im Vordergrund einige zur Seite geräumte behauene Steine zu erkennen. Solche wurden 1906 beim Erwerb der Molkenkur durch die Stadt Heidelberg noch auf dem Gelände verstreut aufgefunden. Die Beliebtheit der Gaststätte der Molkenkur hat dafür gesorgt, dass der Begriff „Molkenkur“ auch im Katasteramt für die Burgstelle übernommen wurde, so dass die Obere Burg im Bewusstsein der Bürger allmählich verschwand und nur noch Gegenstand wissenschaftlicher Auseinandersetzung, vor allem in ihrem Bezug zum heutigen Schloss, wurde.
Der Heidelberger Schlossverein führte 1900/01 Grabungen bei der Burg durch, die jedoch keine aufsehenerregenden Funde zutage brachten. Die Grabungsdokumentation ging nach dem Tod des Grabungsleiters Professor Karl Pfaff 1908 verloren. Nur eine kurze Zusammenfassung von Pfaff sowie ein Zeitungsbericht von 1901 geben noch ansatzweise Auskunft über die damaligen Grabungsfunde. Die wenigen freigelegten Mauerreste hielt man für nicht erhaltenswert, so dass sie weiter verfielen, teils als Steinbruch genutzt wurden und größtenteils wieder planiert und die Flächen später asphaltiert wurden. Auch der Halsgraben wurde als Zufahrtsweg zur Molkenkur ausgebaut und asphaltiert.
2001 fand eine neuerliche Grabung statt, die den fragmentarisch erhaltenen Befunden Pfaffs gefolgt ist und eine Kartierung der von Pfaff notierten Mauerreste erlaubte, aber kaum weitergehende Befunde zu den Baulichkeiten brachte. Weil einige Teile des Geländes bis unter den einstigen Fundamentbereich abgetragen sind, kann für wesentliche Bereiche der einstigen Burganlage auch kein Mauerverlauf mehr ergraben werden. Die lose im Gelände aufgefundenen Steine und sonstigen Funde ließen einen Siedlungsschwerpunkt im 12. und 13. Jahrhundert erkennen. Um 1300 erfolgte wohl der Ausbau der Anlage, so dass wenig Siedlungsspuren, aber viel Baumaterial aus jener Zeit nachweisbar sind. Im späten 14. und 15. Jahrhundert war die Burg dann wohl wieder intensiver genutzt und ab dem 16. Jahrhundert reißen die Funde allmählich ab, bevor dann wieder eine hohe Funddichte seit der Zeit der gastronomischen Nutzung im 19. Jahrhundert besteht.

## Anlage

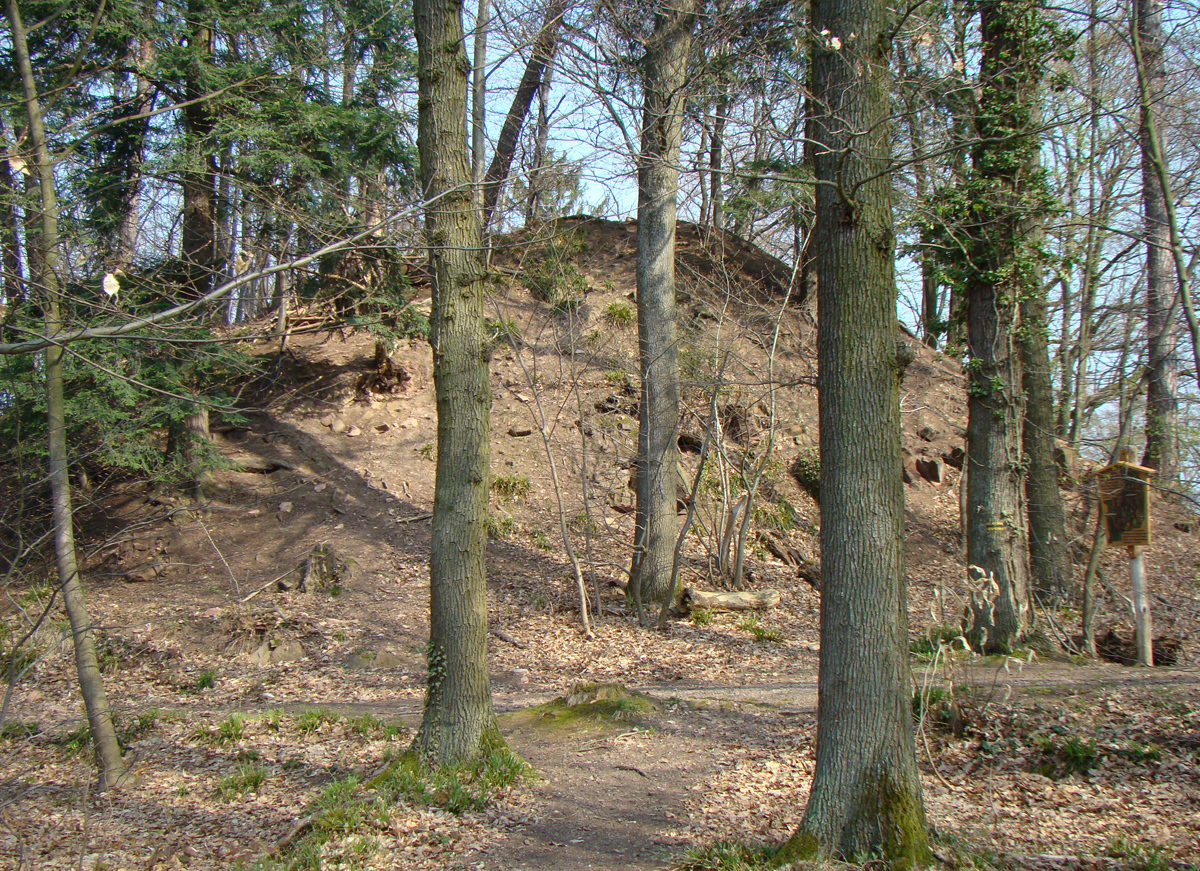
Turmhügel der frühmittelalterlichen Motte

Nachweisbar sind die Reste einer Gebirgsmotte des 11./12. Jahrhunderts sowie hochmittelalterliche Bauten, darunter ein annähernd rechteckiges „Kastell“ im Bereich der früheren Vorburg. Die Anlage sollte die tiefer gelegene Südwest-Flanke des Schlosses sichern. Sie besaß eine Gesamtfläche von 130 mal 38 Meter, die Kernburg eine Seitenlage von 38 mal 31 Meter. Tiefe Halsgräben schnitten die Befestigung in Spornlage vom höher gelegenen Berghang ab.
Neben den Wällen aus der Zeit des Dreißigjährigen Krieges sind noch wenige Überreste der Vorburg, der Turmhügel, die Halsgräben sowie an der Nordseite der Steinbruch „Teufelsloch“ sichtbar. Der einzig verbliebene Mauerrest der südlichen Ringmauer (Schildmauer) der Burg befindet sich im Südosten des heutigen Molkenkur-Parkplatzes und fußt auf den anstehenden Buntsandsteinfelsen, etwa in Höhe von einem halben Meter über Parkplatzniveau. Der enge Verbund der Mauer mit den anstehenden Felsen bewahrte die Überreste vor den Planierungsarbeiten zum Bau der Molkenkur. Die Mauerreste aus dem 14. Jh. lassen aber keine weiteren Schlüsse zur ehemaligen Burganlage zu.
Weitere alte Mauern im Umfeld der Molkenkur entstanden als Hangstützmauern erst im 19. Jahrhundert.